# Filain (Alto Saona)
 Filain  es una población y comuna francesa, situada en la región de Franco Condado, departamento de Alto Saona, en el distrito de Vesoul y cantón de Montbozon.

## Demografía
| 162 | 175 | 159 | 195 | 207 | 226 | 226 | 222 |
| Para los censos de 1962 a 1999 la población legal corresponde a la población sin duplicidades (Fuente: INSEE [Consultar]) |     |     |     |     |     |     |     |